# Jordi Rubió i Balaguer
Jordi Rubió i Balaguer (Barcellona, 30 gennaio 1887 – Barcellona, 25 luglio 1982) è stato un bibliotecario, filologo e storico spagnolo, operante nel campo della letteratura catalana.

## Biografia
Di particolare importanza fu la sua intensa attività di ridefinizione, organizzazione e gestione del patrimonio bibliotecario catalano.